# Marstal
Marstal este un oraș în Danemarca.